# ソウル中浪警察署

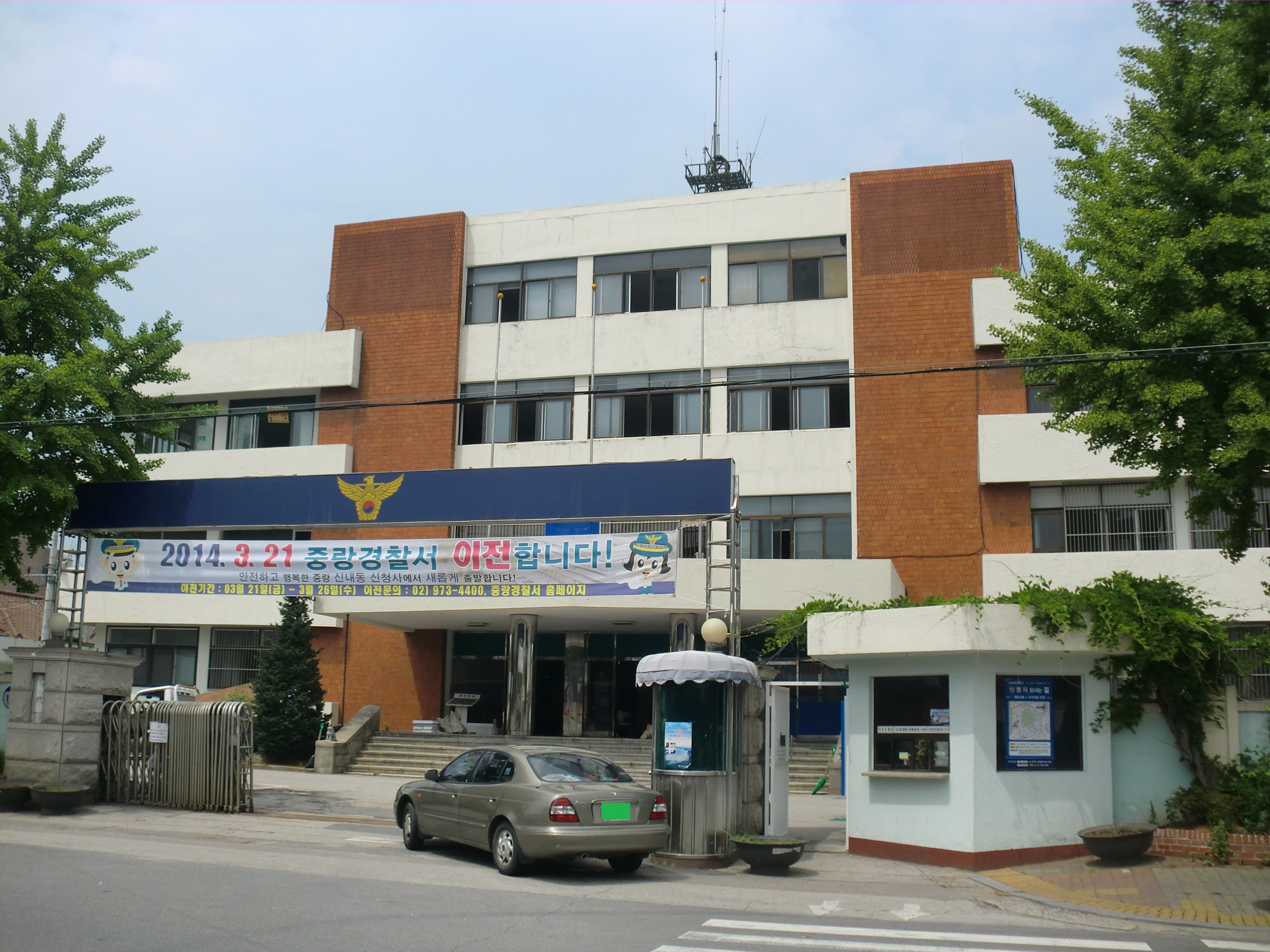
以前の庁舎

ソウル中浪警察署（ソウルチュンナンけいさつしょ）は、ソウル地方警察庁所管の警察署である。

## 管轄区域
- 中浪区

## 沿革
- 1973年12月19日 - 泰陵警察署として開所。清涼里警察署から5派出所、北部警察署3派出所を移管。
- 1990年9月19日 - 当警察署が管轄している5派出所を蘆原警察署の管轄へ。
- 1990年10月5日 - 中浪警察署に名称を改称
- 2001年12月27日 - ソウル中浪警察署に名称を改称
- 2014年 - 現在地に移転。

## 管轄地区隊
- 忘憂地区隊
- 龍馬地区隊
- 烽火地区隊

## 管轄派出所
- 上鳳派出所
- モッコル派出所
- 中和2派出所
- 面北本洞派出所
- 面北三八派出所